# 塞卡斯蒂利亚
塞卡斯蒂利亚，是西班牙阿拉贡自治区韦斯卡省的一个市镇。总面积47平方公里，总人口146人（2018年），人口密度3人/平方公里。